# La lapidació de sant Esteve
La lapidació de sant Esteve és un oli sobre tela de 71 × 93 cm realitzat per Bernardo Cavallino cap al 1645, el qual es troba al Museu del Prado de Madrid.

## Context històric i artístic
L'escena il·lustra un argument de llarga tradició en la iconografia cristiana que es basa en un passatge dels Fets dels Apòstols (7, 54-60). Esteve era un dels set diaques triats pels apòstols per a col·laborar amb ells. Acusat pels jueus, van ordenar que fos apedregat a les portes de la ciutat i, mentre això no passava, el seu rostre es va il·luminar i va demanar orant a Déu que no imputés el pecat als seus botxins. Al costat de Sant Llorenç, amb qui sovint forma parella, pertany al grup de sants diaques màrtirs.
Es desconeix la història d'aquest quadre abans d'ésser propietat de Xavier de Salas Bosch, que, després d'adquirir-lo en el mercat d'art de Gran Bretanya el 1954, el va atribuir a Bernardo Cavallino, encara que va ésser Pérez Sánchez qui el va publicar per primera vegada i el va situar cronològicament entre 1645-1650, sense que hi hagi hagut posteriors discrepàncies respecte d'aquest punt. El 1989 va passar a la col·lecció del Museu del Prado.

## Descripció
Sant Esteve, vestit amb la dalmàtica de diaca de color vermell viu, està sol en el seu martiri, de genolls davant un mur amb les mans encreuades al pit i el cap inclinat, mentre alça el rostre, intensament il·luminat cap al cel. Al seu voltant es veuen per terra les pedres que li han llançat els seus botxins per ambdós costats. Es tracta d'una representació de la lapidació del primer màrtir de la fe cristiana, una instantània sacra, emotiva, serena i impregnada de delicadesa que figura entre les més belles invencions de l'artista.

## Exposicions
- Madrid (1970 i 1985)[1]